# 古橋一浩
古橋 一浩（ふるはし かずひろ、1960年6月9日 - ）は、日本の男性アニメーション演出家、アニメーション監督。静岡県浜松市出身。

## 来歴・人物
アニメーターの出身で『らんま1/2』（1989年版）から演出方面へと転身した。松本憲生や中嶋敦子、鈴木博文などのアニメーターとタッグを組むことが多い。また、アニメーター時代からスタジオディーン制作作品に携わっていたため、演出家に転向してからも同社とは繋がりがある。
絵コンテが緻密。古き日本映画を思わせる、情景を実写化したような写実的演出が特徴。キャラクターの情感にこだわった詳細な絵作りやダイナミックなカメラワークをはじめ、重層的に組み立てられたアクションの演出とコンテ等に定評がある。
複雑な製作体制でも一定以上のクオリティを維持するコンテの実力と現場の統率力に関する評価も高く、『SPY×FAMILY』では「適正なスケジュール管理を保ちながら絵コンテを描き続けられる実力があるスタッフ」として起用された。

## 参加作品

### テレビアニメ
1983年
- ななこSOS（原画）

1986年
- うる星やつら（1981年版）（作画監督）
- めぞん一刻（1986年 - 1988年、原画）

1988年
- F（原画）

1989年
- らんま1/2 （1989年版・第1期）（絵コンテ・演出）
- らんま1/2 熱闘編（1989年 - 1992年、絵コンテ・演出）

1990年
- ダッシュ!四駆郎（絵コンテ）

1992年
- バトルファイターズ 餓狼伝説（絵コンテ・演出）

1993年
- バトルファイターズ 餓狼伝説2（監督・演出）

1994年
- スーパーヅガン（エンディングアニメーション）

1995年
- クマのプー太郎（絵コンテ）

1996年
- るろうに剣心 -明治剣客浪漫譚-（1996年版）（1996年 - 1998年、監督・絵コンテ・演出）

1998年
- ああっ女神さまっ 小っちゃいって事は便利だねっ（1998年 - 1999年、絵コンテ）

1999年
- HUNTER×HUNTER（1999年 - 2001年、監督・絵コンテ・演出）

2002年
- GetBackers-奪還屋-（2002年 - 2003年、監督・絵コンテ）

2004年
- GUNSLINGER GIRL（#12絵コンテ）
- げんしけん（#2・4絵コンテ）
- マリア様がみてる（絵コンテ）
- マリア様がみてる〜春〜（絵コンテ・演出）
- 今日からマ王!（#2原画）
- ジパング（2004年 - 2005年、監督・シリーズ構成・絵コンテ・OPED演出）

2005年
- アイシールド21（第1期OP原画）
- 銀牙伝説WEED（#5絵コンテ）
- ノエイン もうひとりの君へ（2005年 - 2006年、#12絵コンテ）

2006年
- びんちょうタン（監督・シリーズ構成・脚本・絵コンテ・演出・OPED絵コンテ・演出）
- シュヴァリエ 〜Le Chevalier D'Eon〜（2006年 - 2007年、監督・絵コンテ・演出）

2007年
- モノノ怪（絵コンテ）
- DARKER THAN BLACK -黒の契約者-（第2期OPコンテ）
- ひぐらしのなく頃に解（#13絵コンテ）

2008年
- RD 潜脳調査室（監督・絵コンテ・演出・OP演出）
- あまつき（監督・シリーズ構成・脚本・#1絵コンテ・#13原画）

2009年
- 君に届け（#6絵コンテ）

2011年
- 君に届け 2ND SEASON（#8絵コンテ）

2016年
- 機動戦士ガンダムユニコーン RE:0096（監督）

2017年
- 将国のアルタイル（監督）

2018年
- ガンダムビルドダイバーズ（#11絵コンテ）

2019年
- どろろ（監督・絵コンテ・演出）

2022年
- SPY×FAMILY Season 1（監督・シリーズ構成・絵コンテ・演出）

2023年
- SPY×FAMILY Season 2（監督・絵コンテ・演出）
- ドッグシグナル（監督・シリーズ構成・絵コンテ）

### 劇場アニメ
2011年
- 劇場版 戦国BASARA -The Last Party-（絵コンテ）

2017年
- 劇場版 はいからさんが通る 前編 〜紅緒、花の17歳〜（監督・脚本）

2023年
- 劇場版 SPY×FAMILY CODE: White（アニメーションアドバイザー・絵コンテ・演出）

### OVA
1989年
- 超人ロック ロードレオン（絵コンテ）

1990年
- ポストの中の明日（絵コンテ）
- らんま1/2 熱闘歌合戦（監督）

1991年
- DETONATORオーガン（ストーリーボード）

1992年
- 紅いハヤテ（絵コンテ）

1994年
- 逮捕しちゃうぞ（1994年 - 1995年、監督・絵コンテ・演出）

1999年
- るろうに剣心 -明治剣客浪漫譚- 追憶編（監督・絵コンテ・演出）

2000年
- 霊能探偵ミコ（監督・絵コンテ）

2001年
- るろうに剣心 -明治剣客浪漫譚- 星霜編（2001年 - 2002年、監督・絵コンテ・演出）

2010年
- 機動戦士ガンダムUC（2010年 - 2014年、監督・絵コンテ・演出）

2011年
- るろうに剣心 -明治剣客浪漫譚- 新京都編（監督・絵コンテ）※劇場先行公開

### Webアニメ
2015年
- 日本アニメ（ーター）見本市 『偶像戦域』（アニメーション監督）

### ゲーム
2004年
- テイルズ オブ リバース（アニメーション監督・絵コンテ・演出・原画）

2005年
- テイルズ オブ ジ アビス（アニメーション監督・絵コンテ・演出・オープニング原画）

2008年
- スターオーシャン2 Second Evolution（オープニング絵コンテ）

※監督作品ではシリーズ回ごとの絵コンテ・演出などでも数多く関わっている。